# Hägendorf
Hägendorf är en ort och kommun i distriktet Olten i kantonen Solothurn, Schweiz. Kommunen har 5 277 invånare (2023).